# Caeneressa tienmushana
Caeneressa tienmushana là một loài bướm đêm thuộc phân họ Arctiinae, họ Erebidae.